# Los Ángeles (Guanajuato)
Los Ángeles es una localidad del estado mexicano de Guanajuato. Es parte del municipio de Villagrán.

## Demografía
| Gráfica de evolución demográfica |
|                                  |

| Censo | Población |
| ----- | --------- |
| 1990  | 1 524     |
| 2000  | 1 660     |
| 2010  | 1 780     |
| 2020  | 1 904     |